# Stewart Glenister
Stewart Glenister (* 12. Oktober 1988 in Fort Knox, Kentucky, Vereinigte Staaten) ist ein US-amerikanischer Schwimmer, der für Amerikanisch-Samoa an Wettbewerben teilnimmt.
Bei den Olympischen Sommerspielen 2008 in Peking trat Glenister im Wettbewerb über 50 Meter Freistil an. Er gewann sein Vorrundenrennen am 14. August 2008 mit einer Zeit von 25,45 Sekunden, insgesamt belegte er jedoch nur den 71. Platz und konnte sich somit nicht für die Halbfinals qualifizieren.